# Paderborn Baskets
Il Paderborn Baskets è una società cestistica avente sede a Paderborn, in Germania. Fondata nel 1991, gioca nel campionato tedesco.
Disputa le partite interne nella Sportzentrum Maspernplatz, che ha una capacità di 3 041 spettatori.

## Cestisti
- Lavelle Felton 2008-2009